# Giotto Tempestini
Giotto Tempestini (Firenze, 8 settembre 1917 – Dongo, 14 luglio 2009) è stato un attore italiano, padre dell'attrice e doppiatrice Maria Pia Di Meo e marito dell'attrice Anna Di Meo.

## Biografia
Fra i suoi ruoli più celebri La cieca di Sorrento, Aldebaran, I due sergenti, Sotto la croce del sud, Vacanze in Argentina e Maciste nella terra dei ciclopi.
Molto presente nella prosa radiofonica prima e televisiva poi della Rai dal 1945 in poi.
In televisione è stato nel cast dello sceneggiato televisivo del 1962 diretto da Anton Giulio Majano Una tragedia americana.

## Prosa radiofonica Rai
- Tre, Rosso, Dispari, commedia di Denis Amiel, regia di Guglielmo Morandi, trasmessa il 4 ottobre 1948
- Ritrovarsi è difficile, radiodramma di Dante Grossi, regia di Pietro Masserano Taricco, trasmessa il 27 ottobre 1948
- Autunno, commedia di Gherardo Gherardi, regia di Guglielmo Morandi, trasmessa il 21 aprile 1949.
- Corpo 6, radiodramma di Gian Domenico Giagni, regia di Guglielmo Morandi (1949)
- Corruzione al Palazzo di giustizia, di Ugo Betti, regia di Guglielmo Morandi, trasmessa il 6 giugno 1949.
- Minnie la candida, commedia di Massimo Bontempelli, regia di Alberto Casella, trasmessa il 3 gennaio 1951
- Un gioco di società, commedia di László Fodor, regia di Pietro Masserano Taricco, trasmessa il 20 agosto 1951
- Pigrizia, commedia di Eligio Possenti e Sabatino Lopez,regia di Guglielmo Morandi, trasmessa il 15 novembre 1951
- Il gran maestro di Santiago di Henry de Montherlant, regia di Guglielmo Morandi, trasmessa il 7 dicembre 1951.
- Il sole non si ferma, di Giuseppe Bevilacqua, regia di Anton Giulio Majano, trasmessa il 5 maggio 1952
- Debutto, regia di Sergio Tofano, regia di Guglielmo Morandi, trasmessa il 3 agosto 1952
- Belfagor, arcidiavoleria di Ercole Luigi Morselli, regia di Guglielmo Morandi, trasmessa il 15 agosto 1952.
- Lo scapolo, commedia di Ivan Turgenev, regia di Pietro Masserano Taricco, ,trasmessa il 19 maggio 1953
- I nostri sogni, commedia di Ugo Betti, regia di Guglielmo Morandi, trasmessa il 8 dicembre 1954.
- La vedova, di Renato Simoni, regia di Guglielmo Morandi, trasmessa il 18 aprile 1955.
- Belfagor, arcidiavoleria di Ercole Luigi Morselli, regia di Guglielmo Morandi, trasmessa il 23 agosto 1955.
- Sei personaggi in cerca d'autore, di Luigi Pirandello, regia di Corrado Pavolini, trasmessa il 22 maggio 1956
- I capricci di Marianna, di Alfred de Musset, regia di Guglielmo Morandi (1957)
- L'arte di morire di Achille Campanile, regia di Nino Meloni trasmessa il 22 luglio 1957

## Prosa televisiva Rai
- L'affare Kubinsky, regia di Anton Giulio Majano, trasmessa il 22 ottobre 1954.
- La sera del sabato, regia di Anton Giulio Majano, trasmessa il 25 febbraio 1955.
- I fiordalisi d'oro di Giovacchino Forzano, regia di Guglielmo Morandi, trasmessa il 22 agosto 1958.
- Romeo Bar, regia di Anton Giulio Majano, trasmessa il 5 settembre 1958.
- Buon viaggio Paolo, regia di Stefano De Stefani, trasmessa il 21 novembre 1958.
- Sigfrido, regia di Guglielmo Morandi, trasmessa l'8 maggio 1959.
- La casa delle sette torri, regia di Guglielmo Morandi, trasmessa l'11 settembre 1959.

## Varietà radiofonici Rai
- Oooopl... là!, varietà, regia di Riccardo Mantoni, trasmesso nel 1948.

## Filmografia
- L'ultimo dei Bergerac, regia di Gennaro Righelli (1934)
- Aldebaran, regia di Alessandro Blasetti (1935)
- I due sergenti, regia di Enrico Guazzoni (1936)
- Sotto la croce del sud, regia di Guido Brignone (1938)
- Vento d'Africa, regia di Anton Giulio Majano (1949)
- Vacanze in Argentina, regia di Guido Leoni (1960)
- Maciste nella terra dei ciclopi, regia di Antonio Leonviola (1961)